# Borboridea megaspis
Borboridea megaspis är en tvåvingeart som beskrevs av Kertesz 1916. Borboridea megaspis ingår i släktet Borboridea och familjen vapenflugor. Inga underarter finns listade i Catalogue of Life.